# Luke Glendening
Luke Glendening (né le 28 avril 1989 à Grand Rapids dans l'État du Michigan aux États-Unis) est un joueur professionnel américain de hockey sur glace. Il évolue au poste de centre.

## Biographie
Luke Glendening a joué quatre saisons avec les Wolverines du Michigan du championnat NCAA de hockey sur glace masculin. Non repêché par une équipe de la Ligue nationale de hockey, il commence sa carrière professionnelle à la fin de la saison 2011-2012 avec les Bruins de Providence de la Ligue américaine de hockey. La saison suivante, il signe avec les Griffins de Grand Rapids. Il a joué 51 matchs pour 26 points en plus d'avoir joué 27 autres matchs avec le Walleye de Toledo de l'ECHL. Le 5 juillet 2013, il signe pour une saison avec les Red Wings de Détroit de la LNH et joue son premier match le 12 octobre contre les Flyers de Philadelphie.

## Statistiques

### En club
| Saison     | Équipe                   | Ligue      |     | Saison régulière | Saison régulière | Saison régulière | Saison régulière | Saison régulière |   | Séries éliminatoires | Séries éliminatoires | Séries éliminatoires | Séries éliminatoires | Séries éliminatoires |
| Saison     | Équipe                   | Ligue      | PJ  | B                | A                | Pts              | Pun              | PJ               | B | A                    | Pts                  | Pun                  |                      |                      |
| 2008-2009  | Wolverines du Michigan   | NCAA       | 35  | 6                | 4                | 10               | 33               | -                | - | -                    | -                    | -                    |                      |                      |
| 2009-2010  | Wolverines du Michigan   | NCAA       | 45  | 7                | 14               | 21               | 39               | -                | - | -                    | -                    | -                    |                      |                      |
| 2010-2011  | Wolverines du Michigan   | NCAA       | 44  | 8                | 10               | 18               | 26               | -                | - | -                    | -                    | -                    |                      |                      |
| 2011-2012  | Wolverines du Michigan   | NCAA       | 41  | 10               | 11               | 21               | 24               | -                | - | -                    | -                    | -                    |                      |                      |
| 2011-2012  | Bruins de Providence     | LAH        | 3   | 0                | 0                | 0                | 0                | -                | - | -                    | -                    | -                    |                      |                      |
| 2012-2013  | Walleye de Toledo        | ECHL       | 27  | 14               | 7                | 21               | 27               | -                | - | -                    | -                    | -                    |                      |                      |
| 2012-2013  | Griffins de Grand Rapids | LAH        | 51  | 8                | 18               | 26               | 50               | 24               | 6 | 10                   | 16                   | 30                   |                      |                      |
| 2013-2014  | Griffins de Grand Rapids | LAH        | 18  | 5                | 7                | 12               | 18               | -                | - | -                    | -                    | -                    |                      |                      |
| 2013-2014  | Red Wings de Détroit     | LNH        | 56  | 1                | 6                | 7                | 22               | 5                | 1 | 0                    | 1                    | 0                    |                      |                      |
| 2014-2015  | Red Wings de Détroit     | LNH        | 82  | 12               | 6                | 18               | 34               | 7                | 2 | 1                    | 3                    | 8                    |                      |                      |
| 2015-2016  | Red Wings de Détroit     | LNH        | 81  | 8                | 13               | 21               | 46               | 5                | 0 | 1                    | 1                    | 0                    |                      |                      |
| 2016-2017  | Red Wings de Détroit     | LNH        | 74  | 3                | 11               | 14               | 26               | -                | - | -                    | -                    | -                    |                      |                      |
| 2017-2018  | Red Wings de Détroit     | LNH        | 69  | 11               | 8                | 19               | 17               | -                | - | -                    | -                    | -                    |                      |                      |
| 2018-2019  | Red Wings de Détroit     | LNH        | 78  | 10               | 13               | 23               | 15               | -                | - | -                    | -                    | -                    |                      |                      |
| 2019-2020  | Red Wings de Détroit     | LNH        | 60  | 6                | 3                | 9                | 14               | -                | - | -                    | -                    | -                    |                      |                      |
| 2020-2021  | Red Wings de Détroit     | LNH        | 54  | 6                | 9                | 15               | 20               | -                | - | -                    | -                    | -                    |                      |                      |
| 2021-2022  | Stars de Dallas          | LNH        | 82  | 9                | 7                | 16               | 15               | 6                | 0 | 0                    | 0                    | 2                    |                      |                      |
| 2022-2023  | Stars de Dallas          | LNH        | 70  | 3                | 3                | 6                | 50               | 17               | 2 | 1                    | 3                    | 2                    |                      |                      |
| 2023-2024  | Lightning de Tampa Bay   | LNH        | 81  | 10               | 1                | 11               | 39               | 5                | 0 | 0                    | 0                    | 0                    |                      |                      |
| Totaux LNH | Totaux LNH               | Totaux LNH | 787 | 79               | 80               | 159              | 298              | 45               | 5 | 3                    | 8                    | 12                   |                      |                      |

### En équipe nationale
| Année | Équipe     | Compétition          |   | PJ | B | A | Pts | Pun      |  | Résultat |
| 2019  | États-Unis | Championnat du monde | 8 | 0  | 2 | 2 | 0   | Septième |  |          |

## Trophées et distinstions

### Ligue américaine de hockey
- 2012-2013 : remporte la Coupe Calder avec les Griffins de Grand Rapids